# Обервайс, Марк
Марк Обервайс (люкс. Marc Oberweis) — люксембургский футболист, игравший на позиции вратаря.

## Клубная карьера
Марк Обервайс начал свою карьеру в составе клуба «Ф91 Дюделанж» в 2002 году. Отыграв два сезона в этом клубе, он перешёл в «Гревенмахер». В 2009 году он покинул «Гревенмахер», в котором отыграл более ста матчей, и перешёл в клуб «Женесс».

## Национальная сборная
В национальной сборной Марк Обервайс дебютировал в 2005 году в матче против сборной Латвии, сменив вратаря Алию Бешича. Пять из семи матчей за сборную он сыграл на квалификации к чемпионату мира.